# Springfield (Oregon)
Springfield je město ve středním Oregonu umístěné v okrese Lane County. Springfield má 59 403 obyvatel (2010) a rozlohu 40,79 km2. Na západě a jihozápadě sousedí s městem Eugene. Springfield je také bydliště slavné animované rodinky Simpsonových. Matt Groening v rozhovoru Smithsonian Magazine oznámil, že Simpsonovi pochází právě z tohoto města. Tvůrce Simpsonů Matt Groening pochází z blízkého města Portland.